# Jean-Chrysostôme Bruneteau de Sainte-Suzanne
Pour les autres membres de la famille, voir Famille Bruneteau de Sainte-Suzanne.
Pour les articles homonymes, voir Bruneteau et Sainte-Suzanne.
Jean-Chrysostôme Bruneteau de Sainte-Suzanne, né le 4 mars 1773 à Poivres, mort par suicide le 2 août 1830 à Clermont-Ferrand (Puy-de-Dôme), est un général français de la Révolution et de l’Empire. Prénommé parfois par erreur Alexandre-François-Chrysostôme.

## Biographie

### Les Guerres de la Révolution
Entré cadet gentilhomme au régiment d'Anjou le 10 juillet 1789, il est réformé en 1791. Le 15 septembre de la même année il est nommé sous-lieutenant au même corps, où il devient adjudant-major, puis capitaine le 18 octobre 1793.
Il est suspendu de ses fonctions militaires comme noble le 14 février 1794. À cette dernière époque il a fait la campagne de 1792 à l'armée du Rhin, celle de 1793 aux armées du Nord et du Rhin, et il s'est trouvé à la prise de Spire et de Mayence en 1792, au blocus de Dunkerque en 1793 et à celui de Maubeuge. Il est aux affaires près de Landau, aux combats de la Chapelle-Sainte-Anne et de Cassel en 1795.
On le réintégre dans son grade de capitaine en août 1795, et il est classé comme tel dans le 3e bataillon des Pyrénées-Orientales. Ce bataillon étant entré dans la composition de la 5e demi-brigade d'infanterie en juillet 1796, le capitaine de Sainte-Suzanne est mis à la suite de ce corps avec lequel il fait la campagne d'Italie (1796-1797). Il se trouve aux batailles du Pont d'Arcole, de Rivoli, et de la Favorite.
Nommé adjoint aux adjudants-généraux le 27 décembre 1798, il est employé cette année-là à l'armée de l'Ouest. Il passe à l'armée d'Italie en 1799 et combat à Jeacomo et à Cassano. Il se distingue à Novi, où il est fait chef de bataillon sur le champ de bataille le 18 août 1799. Employé à l'armée du Rhin, il participe aux batailles et combats d'Engen, de Moeskirch, de Biberach, de Nortlingen, d'Unterhausen et d'Hohenlinden, en 1800, au passage de l'Inn et à Laubach en 1801.

### À l'Île Bonaparte
Le 2 août 1802, on le nomme chef de brigade commandant l'infanterie de l'expédition destinée pour l'Inde. Le même mois, il prend part à plusieurs combats livrés ou soutenus par la flottille de Boulogne.
Il s'embarque pour les Indes orientales le 28 février 1803, débarque à l'Île de France le 22 août suivant, et y fait les campagnes jusqu'en 1805. Il est colonel du régiment de l'Île de France depuis le 24 août de cette dernière année, lorsqu'on le nomme commandant de l'Île Bonaparte le 7 octobre 1809. Pour rassurer la population à la suite de l'attaque de Saint-Paul et du suicide de son précédent, il adresse une proclamation à la population le 9 octobre .
L'île qui a déjà eu à subir des catastrophes naturelles exceptionnelles qui ravagent toutes les cultures de café et de giroflier en 1807, est devenue depuis la victime du blocus de la flotte britannique en 1808, puis de débarquements ennemis d'abord à Sainte-Rose (ils sont repoussés par la garde nationale de Saint-Benoît, puis à Saint-Paul où les britanniques se retirent immédiatement (21 septembre)). Afin de redonner confiance à une colonie dans le désarroi le plus complet le général Decean nomme Sainte Suzanne pour succéder au général Des Brulys comme commandant de l'île.
Dès son débarquement sur l'île, Sainte Suzanne y adresse à la population une énergique proclamation, accueilli avec enthousiasme. Hélas, le colonel ne peut néanmoins accomplir des miracles avec les moyens à sa disposition (300 hommes de troupes de ligne, et 500 gardes nationales mobiles) face à des anglais, « maîtres des mers » et déterminés à mettre fin à la présence française dans les Mascareignes.
Le 7 juillet  1810, une expédition anglaise comprenant 60 voiles, 800 matelots et 7 000 hommes de débarquement était au large de Saint-Denis : les troupes anglaises débarquent à la Rivière des Pluies et à la Grande Chaloupe afin de prendre Saint-Denis en tenaille. Sainte-Suzanne refuse de se rendre aux premières sommations qui lui sont faites. Le lendemain, après d'énergiques et glorieux combats, l'ultime affrontement a lieu sur le plateau de la Redoute. La garnison tente d'arrêter là les troupes anglaises qui descendent de la Montagne.
N'ayant ni places fortes ni vaisseaux pour protéger la défense de l'île, il en dispute néanmoins le terrain pied à pied, et ne la rend qu'après avoir perdu l'élite de sa petite troupe, et lorsque l'ennemi s'est rendu maître de la moitié de la ville de Saint-Denis, place ouverte et chef-lieu de l'île. Les combats sont sanglants et l'issue fatale acquise : après avoir entendu à 17 heures les rapports des chefs de service et des commandants de poste sur la situation la décision est prise de proposer au commandant anglais une capitulation. Cette capitulation signée à 18 heures, au 133 de la rue Saint-Joseph (maison appartenant à Claude Dubourg, 1759-1811, conseiller municipal du 1er maire de Saint Denis, Delestrac), faite en cette circonstance est des plus honorables, et jugée telle par une commission d'enquête, qui approuve la conduite qu'a tenue le colonel de Sainte-Suzanne.
Les officiers anglais saluent la bravoure, et qualifient Sainte-Suzanne de « meilleur officier des Français dans l'Inde ».

### Les Guerres napoléoniennes
Il rentre en France le 15 février 1811, est nommé colonel du 29e régiment d'infanterie légère le 14 mars et chevalier de la Légion d'honneur le 19 décembre suivant. Employé à la Grande armée en 1812, il fait la campagne de Russie, se trouve aux batailles de Czaśniki et de Smolensk (1812), ainsi qu'à l'affaire de Borisow. Il est fait prisonnier de guerre au passage de la Bérézina le 27 novembre 1812.
Il ne rentre en France que le 26 juin 1814. Le roi le nomme maréchal de camp le 6 septembre suivant, chevalier de Saint-Louis le 26 octobre et commandant de la place de Landau le 11 décembre de la même année.
Lors du retour de Bonaparte, il accepte le commandement de Schlettstadt le 4 mai 1815. Bloqué par des troupes saxonnes et les wurtembergeoises, fortes de 8 000 à 9 000 hommes (à qui il oppose seulement 4 000 hommes, presque tous de la Garde nationale) et commandées par les généraux Stoctmayer et Lecoq, il repousse deux attaques très vives, et fait des sorties dans l'une lesquelles il s'empare du quartier-général ennemi à Châtenay. Refusant d'obtempérer aux sollicitations qui lui sont faites plusieurs fois de remettre la place aux troupes alliées, il ne la rend qu'au roi. Dans un ordre du jour donné à Landau le 18 janvier le Maréchal-Duc d'Albufera témoigne sa satisfaction des services que le général de brigade de Sainte-Suzanne a rendu dans cette place.
Fait officier de la Légion d'honneur le 4 décembre 1816, Sa Majesté lui donne le commandement du département de la Corrèze le 25 du même mois, puis de la 2e subdivision de la 19e division militaire le 20 mai 1818.
En apprenant la Révolution de 1830, le successeur du général Des Brulys à La Réunion se « brûla à son tour la cervelle » le 2 août 1830 à Clermont-Ferrand.
En 1836, le maréchal de camp Duvivier demande que son nom soit inscrit sur l'Arc de triomphe.

### Vie familiale
Issu d'une famille de petite noblesse champenoise, il est le fils de Louis Gilles de Bruneteau de Sainte Suzanne et Françoise de La Mothe d'Haucourt. Sa fratrie se compose de :
- Philippe (1751 † 23 novembre 1800), religieux à l'Abbaye de Clairvaux ;
- Claude François (15 mars 1757 - Poivres † 19 janvier 1824 - Frignicourt), Page de Louis XVI, inspecteur des eaux-et-forêts, chevalier, seigneur du Mothet et de Sainte-Suzanne, lieutenant au régiment Royal-Infanterie, il assiste à l'assemblée de la noblesse du bailliage de Chalons-sur-Marne le 13 mars 1789. Il se marie le 8 novembre 1802 avec Louise Marguerite Le Dieu d'Aulnizeux († 13 décembre 1838), dont une fille :
  - Louise Augustine Françoise (21 décembre 1802 - Brest † 3 mai 1887 - Paris), mariée en 1829 (Clermont-Ferrand) à René Charles Duvivier (28 octobre 1785 - Ernée (Mayenne) † 27 décembre 1852 - Paris),
- Gilles Joseph Martin (7 mars 1760 - Poivres † 26 août 1830 - Paris), général de division, 1er comte de Sainte-Suzanne et de l'Empire, Pair de France ;
- Alexandre François (29 décembre 1769 - Poivres † 9 novembre 1853), préfet, baron de Sainte-Suzanne et de l'Empire (1812), Chevalier de la Légion d'honneur ;
- Pierre Antoine (26 mars 1771 - Paris † 3 janvier 1813 - Albeng, mort de fatigue lors de la retraite de Russie), Colonel du 9e régiment de chasseurs à cheval (1809-1813), baron de Sainte-Suzanne et de l'Empire (1810), Officier de la Légion d'honneur ;
- Jean-Chrysostôme (4 mars 1773 - Poivres † 2 août 1830 - Clermont-Ferrand), général de brigade (6 septembre 1814), baron de Sainte-Suzanne et de l'Empire.

Il se marie le 17 juin 1802 avec Louise Elisabeth de Rossel, dont :
- Alexandre François Chrysostôme de Bruneteau de Sainte Suzanne (né le 8 janvier 1805 - Paris), 2e baron de Sainte-Suzanne (héritier des titre et dotation de son oncle Pierre Antoine par lettres patentes du 8 avril 1813).

## État de services
- Entré au service comme cadet-gentilhomme au régiment d'Anjou le 10 juillet 1789 ;
- Réformé en 1791 ;
- Rappelé au service au régiment d'Anjou-Infanterie ;
- Sous-lieutenant le 15 septembre 1791 ;
- Lieutenant le 12 octobre 1791 ;
- Adjudant-major le 14 octobre 1793 ;
- Capitaine le 18 octobre 1793 ;
- Suspendu de ses fonctions comme noble le 14 février 1794 ;
- Réintégré dans son grade de capitaine en août 1795 et employé dans le 3e bataillon des Pyrénées-Orientales ;
- Capitaine dans la 5e demi-brigade d'infanterie en juillet 1796 ;
- Adjoint aux adjudants-généraux le 27 décembre 1798 ;
- Nommé chef de bataillon à titre provisoire sur le champ de bataille de Novi le 18 août 1799 ;
- Confirmé chef de bataillon le 2 mai 1800.
- Chef de brigade le 2 août 1802 ;
- Chef de brigade, commandant l'infanterie de l'expédition destinée pour l'Inde le 2 août 1802.
- Colonel du régiment de l'Île de France le 24 août 1805 ;
- Commandant militaire de l'Île Bonaparte (7 octobre 1809 - 8 juillet 1810) ;
- Colonel du 29e régiment d'infanterie légère le 14 mars 1811 ;
- Nommé par le roi maréchal de camp le 6 septembre 1814.
- Commandant de la place de Landau (11 décembre 1814 - 30 mars 1815) ;
- Commandant de la place de Sélestat (4 mai 1815 - 1er octobre 1815) ;
- Général de brigade par décret impérial du 10 juin 1815 ;
- Mis en non-activité le 1er octobre 1815, à la seconde Restauration ;
- Commandant du département de la Corrèze (26 juin 1816 - 18 août 1816 ;
- Mis en non-activité le 18 août 1816 ;
- Rappelé au service et nommé par le roi, commandant du département de la Corrèze (25 décembre 1816 - 12 novembre 1817) ;
- Commandant de la 2e subdivision de la 19e division militaire (20 mai 1818 - 1er janvier 1820) ;
- Commandant de la 3e subdivision de la 19e division militaire (Puy-de-Dôme et Cantal) le 18 avril 1820 ;
- Commandant de la 2e subdivision de la 19e division militaire (1er janvier 1829 - 2 août 1830, date de son suicide).

## Campagneset faits d'armes
- Campagne de 1792 à l'armée du Rhin :
  - Prises de Spire et de Mayence ;
- Armées du Nord et du Rhin (1793) :
  - Blocus de Dunkerque et de Maubeuge, aux affaires près de Landau, et aux combats de la Chapelle Sainte-Anne et de Cassel ;
- Campagne d'Italie (1796-1797) :
  - Batailles du Pont d'Arcole, de Rivoli, de la Favorite ;
- Armée de l'Ouest (1798) ;
- Armée d'Italie (1799) :
  - Batailles et combats de Jeacomo sous Vérone, de Cassano (1799), et se distingue à Novi ;
  - Armée du Rhin (1800-1801) :
  - Batailles et combats d'Engen, de Moeskirch, de Biberach, de Nortlingen, d'Unterhausen (de) et d'Hohenlinden, en 1800,
  - Au passage de l'Inn et à Laubach en 1801 ;
- Armée des côtes de l'Océan (1802) :
  - Prend part à plusieurs combats livrés ou soutenus par la flottille de Boulogne en août 1802 ;
- En poste aux Indes, à l'Île de France (1803-1805) ;
- À l’Île Bourbon (Île Bonaparte : La Réunion) :
  - Combats des 8 et 9 juillet 1810, où, malgré sa valeureuse résistance, l'île est perdue au profit des Britanniques.
- Campagne de Russie (1812) avec la Grande Armée :
Batailles de Czaśniki et de Smolensk (1812),
- Fait prisonnier de guerre au passage de la Bérézina (27 novembre 1812 - 26 juin 1814).
- Cent-Jours :
  - Commandant de Schelestadt le 4 mai 1815, il est bloqué par des troupes saxonnes et wurtembergeoises plus nombreuses que les siennes. Refusant de remettre la place aux troupes alliées, il ne la rend qu'au roi Louis XVIII.

## Décorations
- Légion d'honneur :
  - Légionnaire par décret impérial du 19 décembre 1811, puis,
  - Officier par ordonnance du 4 décembre 1816, puis,
  - Commandeur de la Légion d'honneur par ordonnance du 29 octobre 1826 ;
- Ordre royal et militaire de Saint-Louis :
  - Chevalier de l’Ordre royal et militaire de Saint-Louis le 26 octobre 1814.

## Titres
- Baron de l'Empire par lettres patentes du 8 avril 1813.

## Hommage, honneurs, mentions, …
- Une commission d'enquête ouverte à propos des événements de 1810 à La Réunion jugea la capitulation faite en ces circonstance des plus honorables et approuve la conduite qu'a tenue le colonel de Sainte-Suzanne.
- Dans un ordre du jour donné à Landau, le Maréchal-Duc d'Albufera témoigne sa satisfaction des services que le général de brigade de Sainte-Suzanne a rendus dans la place de Sélestat.
- En 1836, le maréchal de camp Duvivier demande que son nom soit inscrit sur l'Arc de triomphe[6].

## Autres fonctions
- Commandant de l'Île Bonaparte (7 octobre 1809 - 8 juillet 1810).

## Armoiries
| Figure | Blasonnement |
|        | Armes du baron Bruneteau de Sainte-Suzanne et de l'Empire D’azur au lion d’or surmonté d’une étoile d’argent et flanqué de deux colonnes du même, au franc-quartier senestre des barons militaires de l’Empire de gueules chargé d’une épée haute d’argent. |